# Jaana Lyytikäinen
Jaana Lyytikäinen (* 22. Oktober 1982 in Kuopio) ist eine ehemalige finnische Fußballspielerin.

## Karriere

### Vereine
Lyytikäinen kam zuletzt in der Spielzeit 2009 in 22 Punktspielen für den FC Honka Espoo in der Naisten Liiga, der höchsten Spielklasse im finnischen Frauenfußball, zum Einsatz, in denen sie zehn Tore erzielte.
In den folgenden drei Spielzeiten wirkte sie in dieser Spielklasse für jeweils drei weitere Mannschaften, für Åland United, PK-35 Vantaa und HJK Helsinki. Mit Abschluss der Spielzeit 2013, in der sie ein zweites Mal für Åland United wirkte, beendete sie auch ihre Spielerkarriere.
Sie gewann in sechs Jahren mit vier verschiedenen Vereinen sieben Vereinstitel, darunter das Double mit PK-35 Vantaa 2011.

### Nationalmannschaft
Lyytikäinen debütierte als Nationalspielerin am 26. September 2007 in Turku beim 1:0-Sieg im Freundschaftsspiel gegen die Nationalmannschaft Schottlands. Drei Tage später wurde sie in Helsinki auch im zweiten Vergleich mit dieser Mannschaft, die mit 1:4 unterlegen war, eingesetzt.
Im Jahr 2008 bestritt sie neun Länderspiele, davon vier bei ihrer ersten Teilnahme am Turnier um den Algarve-Cup, sowie jeweils zwei in Freundschaft gegen die Nationalmannschaft Islands am 4. und 7. Mai in Espoo und Lahti und gegen die Nationalmannschaft Schottlands am 24. und 27. August in Jakobstad und Vaasa. Das Spieljahr wurde mit einem Länderspiel in Port Talbot mit dem 1:1-Unentschieden gegen die Nationalmannschaft Wales’ am 14. November abgeschlossen.
Im Folgejahr nahm sie mit ihrer Mannschaft am Vier-Nationen-Turnier 2009 in Guangzhou (Volksrepublik China) teil und wurde im letzten Spiel am 14. Januar bei der 0:2-Niederlage gegen die Nationalmannschaft Neuseelands eingesetzt. Des Weiteren kam sie in Larnaka auf Zypern bei der 1:4-Niederlage gegen die Nationalmannschaft Englands am 11. Februar, in Vila Real de Santo António bei der 0:1-Niederlage gegen die Nationalmannschaft Chinas am 9. März im letzten Spiel der Gruppe A im Turnier um den Algarve-Cup und am 21. November in Helsinki beim 7:0-Sieg im vierten Spiel der WM-Qualifikationsgruppe 7 eingesetzt.
Im Spieljahr 2010 bestritt sie jeweils vier Spiele im Turnier um den Algarve-Cup und in der WM-Qualifikationsgruppe 7. Nach dem am 19. Mai 2011 in Bærum mit 1:5 verlorenen Freundschaftsländerspiel gegen die Nationalmannschaft Norwegens, folgten zwei Vergleiche mit der Nationalmannschaft Schottlands am 18. und 21. November in Helsinki und Edinburgh, die 1:0 und 2:7 endeten. 
Im Jahr 2012 ohne Länderspieleinsatz geblieben, bestritt sie im Jahr 2013 acht, davon zwei in Freundschaft – im ersten am 14. Februar in Eerikkilä beim 5:0-Sieg über die Nationalmannschaft Russlands erzielte sie mit dem Treffer zum 2:0 in der 39. Minute ihr erstes Länderspieltor – drei im Turnier um den Algarve-Cup – im dritten Gruppenspiel am 11. März, bei der 2:3-Niederlage gegen die Schweizer Nationalmannschaft, erzielte sie ihr zweites Länderspieltor – eins als Vorbereitungsspiel auf die bevorstehende Europameisterschaft.
Im Turnier, das im Nachbarland Schweden ausgetragen wurde, kam sie in den ersten beiden Spielen der Gruppe A zum Einsatz und schied mit ihrer Mannschaft als Gruppenletzter vorzeitig aus dem Turnier aus. Danach wurde sie am 21. und 25. September in den ersten beiden Spielen der WM-Qualifikationsgruppe 7 gegen die Nationalmannschaft Kasachstans und Österreichs eingesetzt, die mit 2:0 und 2:1 gewonnen wurden. In Helsinki bestritt sie ihr letztes Länderspiel für den SPL; es war das dritte WM-Qualifikationsspiel am 31. Oktober, das mit 1:0 gegen die Nationalmannschaft Kasachstans gewonnen wurde.

## Erfolge
Åland United
- Finnischer Meister 2013

HJK Helsinki
- Finnischer Ligapokal-Sieger 2012

PK-35 Vantaa
- Finnischer Meister 2011
- Finnischer Pokal-Sieger 2011

FC Honka Espoo
- Finnischer Meister 2007, 2008
- Finnischer Pokal-Sieger 2009